# کیتانومی توشیمیتسو
کیتانومی توشیمیتسو (به ژاپنی: 北の湖 敏満) کُشتی‌گیر سوموی اهل هوکایدو در کشور ژاپن است که پنجاه‌وپنجمین کشتی‌گیر دارای رتبهٔ یوکوزونا محسوب می‌شود. وی در سال ۱۹۷۴ میلادی به این مرتبه ارتقا یافت و در سال ۱۹۸۵ میلادی بازنشست شد. کیتانومی توشیمیتسو توانست ۲۴ بار قهرمان (یوشو) مسابقات سومو شود.